# 赵德馨
赵德馨（1932年3月—），湖南湘潭人，中国经济史学家，中南财经政法大学教授，是中南财经政法大学经济史学科的创建人之一，也是享受国务院政府特殊津贴专家。1998年退休后获得母校返聘，兼任湖北省文史馆馆员。2019年赵德馨教授发现中国知网在未经本人同意的情况下收录本人论文，并且未曾有通知和稿酬，因此开始维权，直到2021诉讼获胜，并获得媒体关注。

## 学术经历
1951年毕业于中原大学合作系，毕业后留校任教。1953年到中国人民大学继续攻读经济史专业硕士学位，从历史学家尚钺和经济史学家傅筑夫，1956年毕业。在人大期间，中原大学拆分出中南财经学院，赵德馨和张郁兰、谭佩玉、周秀鸾一同创办了学院的经济史学专业，并在毕业后回校任教。1965年调至中共湖北省委理论工作领导小组办公室工作。1973年调至华中农学院政治部工作。1983年晋升教授，并受聘为湖北省地方志编纂委员会学术顾问、《湖北省志》副总纂，兼任中国经济史学会常务理事、中国现代经济史学会副会长。1992年因对教育事业做出特殊贡献，获得国务院政府特殊津贴。1998年退休，受母校返聘，并兼任湖北省文史馆馆员。2004年至今，担任中国经济史学会名誉会长。
退休以后，赵德馨仍在从事研究工作，获得湖北省老教授协会颁发的“老教授事业贡献奖”、“老有所为贡献奖”和校党委“模范老人”和“优秀共产党员”荣誉。2022年4月29日，赵德馨向母校捐献藏书近4000册，中南财经政法大学为此开辟了赵德馨教授文库。

## 家庭
赵德馨和妻子周秀鸾均是中南财经政法大学经济史学教授，周秀鸾较赵德馨年长，两人在中国人大研究生时相识，毕业后结婚。

## 知网维权
2006年，赵德馨与中国知网签署协议将其主编的《中国经济史辞典》电子化，中国知网承诺如果有人有偿下载将支付报酬，但此后知网从未付款到相应账户。后来赵德馨学生在知网下载《中国经济史辞典》时需要支付26元，赵德馨发觉中国知网正在侵犯其知识产权，“没收到知网一分钱，下载自己的书居然还要收费”。2013年赵德馨因著作权纠纷向万方、超星发起维权，并获得庭外和解。2019年赵德馨因其100余篇论文被知网擅自收录，开始向知网维权，结果起诉后才发现知网盗用其姓名在银行另设账号，2021年赵德馨再度状告中国知网并胜诉，获得知网赔付70余万元。知网于12月10日致歉赵德馨，并将赵德馨的作品从数据库中全部下架。赵德馨向媒体透露，一些知名期刊的编辑慑于知网的垄断地位，曾经威胁要封杀他，要求他停止维权。赵德馨在收集证据过程中，发现妻子周秀鸾、学生苏少之都有文章被知网收录，因此二人后来也向知网提起诉讼。
2022年1月29日，知网派人主动慰问赵德馨教授，教授主动提出上架问题。5月12日，知网主动派人商议论文上架问题。5月13日，中国知网受到国家市场监督管理总局的反垄断调查。赵德馨在5月13日媒体访谈中表示仍要继续向中国知网维权。